# 爭戰天下
《爭戰天下》（直译为“忠武公傳2：亂世英雄篇”）是韓國开发的Microsoft Windows平台即時戰略遊戲，为《风雪江山》（忠武公传：乱中日记篇）的续作。游戏最早于1999年在韩国发行，随后于2000年与2001年分别引进入台湾与中国大陆。2005年，該遊戲的製作公司Trigger Soft，被韓國網路遊戲公司Gravity收購。
遊戲原名取自朝鮮王朝名將，李舜臣的諡號忠武（韓語：충무）。劇情與前作同樣始於萬曆朝鮮之役，描述了日本豐臣政權對朝鮮王朝的侵略。本作相比前作《风雪江山》重新設計了遊戲系統、圖形、劇情和關卡，在地圖場景方面，有四季變化，人物可以在冬季的冰河上行走；在資源方面，有黃金、食物、木材、鐵礦、石頭這五種；在遊戲模式方面，有劇情模式、對戰模式與地圖編輯器；在陣營方面，玩家可以選擇朝鮮或日本，雙方陣營有各自的建築物和單位。